# Frédéric Moncassin
Frédéric Moncassin (Saubens, 26 settembre 1968) è un ex ciclista su strada e dirigente sportivo francese, professionista dal 1990 a 1999. Era un velocista e vinse due tappe al Tour de France.

## Carriera

### Gli esordi
Si mise in luce tra i dilettanti quando nel 1989 vinse la Parigi-Roubaix di categoria e ottenne un contratto da stagista con la squadra francese Super U.

### Professionista
Venne confermato dalla stessa squadra, che nel frattempo aveva cambiato sponsor e nome diventando Castorama, passando quindi professionista nel 1990. Ottenne subito buoni successi come le due tappa al Giro del Delfinato. I risultati più prestigiosi della carriera li ottenne nel 1996, quando correva con la GAN vincendo due tappe al Tour de France, indossando per un giorno la maglia gialla e piazzandosi secondo nella Classifica a punti dietro Erik Zabel.
Non vinse mai una classica anche se si classificò secondo al Giro delle Fiandre nel 1997 e terzo alla Milano-Sanremo nel 1998.

### Dopo il ritiro
Dal 2004 al 2008 è stato Commissario Tecnico della Nazionale francese. Nel 2012 è invece entrato nello staff dirigenziale della squadra statunitense Team Type 1-Sanofi in qualità di direttore sportivo.

## Palmarès
- 1989 (Dilettanti, una vittoria)

Paris-Roubaix Espoirs
- 1990 (Castorama, quattro vittorie)

Grand Prix de Denain
2ª tappa Critérium du Dauphiné Libéré
4ª tappa Critérium du Dauphiné Libéré
Grand Prix d'Isbergues
- 1991 (Castorama, tre vittorie)

3ª tappa Tour d'Armorique
Grand Prix de Denain
6ª tappa Grand Prix du Midi Libre (La Canourgue > Marcillac)
- 1992 (Castorama, tre vittorie)

3ª tappa Étoile de Bessèges (G.P des Salles du Gardon)
5ª tappa, 2ª semitappa Tour Méditerranéen (Antibes > Juan les Pins)
Grand Prix du Nord-Pas de Calais
- 1993 (Castorama, cinque vittorie)

1ª tappa Tour de l'Avenir
1ª tappa Tour de l'Oise (Nogent-sur-Oise > Beauvais)
2ª tappa Tour de l'Oise (Beauvais > Noyon)
Classifica generale Tour de l'Oise
1ª tappa Critérium du Dauphiné Libéré (Charbonnières > Guilherand-Granges)
- 1994 (Wordperfect, una vittoria)

2ª tappa Grand Prix du Midi Libre (Le Pas de la Case > Castelnaudary)
- 1995 (Wordperfect, due vittorie)

Kuurne-Bruxelles-Kuurne
Grand Prix Herning
- 1996 (Gan, sette vittorie)

1ª tappa Route du Sud (Lusignan > Saint-Gaudens)
4ª tappa Route du Sud (Les Cabannes > Mazamet)
1ª tappa Paris-Nice (Châteauroux > Saint-Amand-Montrond)
1ª tappa Grand Prix du Midi Libre (Agde > Millas)
3ª tappa Grand Prix du Midi Libre (Mazamet > Sévérac-le-Château)
1ª tappa Tour de France (Hertogenbosch > Hertogenbosch)
19ª tappa Tour de France (Hendaye > Bordeaux)
- 1997 (Gan, una vittoria)

2ª tappa Tour du Limousin (Le Moutier-d'Ahun > Tulle)

### Altri successi
- 1994 (Wordperfect)

Prix de Toulouse (Criterium)
- 1996 (Gan)

Prix de Nimes (Criterium)
Prix de Quillan (Criterium)
Prix de Saran (Criterium)
- 1997 (Gan)

Prix de Toulouse (Criterium)
Prix de Calais (Criterium)
- 1998 (Credit Agricole)

Prix de Carcassonne (Criterium)

## Piazzamenti

### Grandi Giri
- Tour de France

1993: 112º
1995: ritirato
1996: 106º
1997: 114º
1998: ritirato
- Vuelta a España

1998: ritirato

### Classiche monumento
- Milano-Sanremo

1991: 63º
1996: 104º
1997: 142º
1998: 2º
1999: 5º
- Giro delle Fiandre

1991: 69º
1993: 28º
1997: 2º
1998: 36º
- Parigi-Roubaix

1991: 39º
1992: 34º
1993: 11º
1994: 20º
1995: 8º
1997: 8º
1998: 5º

### Competizioni mondiali
- Giochi olimpici

Atlanta 1996 - In linea: 107º